# Takahiko Kozuka
Takahiko Kozuka (jap. 小塚 崇彦, Kozuka Takahiko; * 27. Februar 1989 in Nagoya) ist ein ehemaliger japanischer Eiskunstläufer, der im Einzellauf startete.

## Karriere
Sein Vater Tsuguhiko Kozuka war ebenfalls Eiskunstläufer und nahm an den Olympischen Winterspielen 1968 in Grenoble im Einzel teil. Seine Mutter war Eistänzerin. Auch sein Großvater Mitsuhiko war eine Persönlichkeit in den frühen Jahren des japanischen Eiskunstlaufsports. Kozuka selbst begann sich für das Eiskunstlaufen zu begeistern, als er 1994 Yuka Satōs Weltmeisterschaftsgewinn im Fernsehen verfolgte.
Kozuka wurde 2006 als dritter Japaner nach Daisuke Takahashi und Nobunari Oda Juniorenweltmeister.
2008 hatte Kozuka sein Debüt bei Welt- und Vier-Kontinente-Meisterschaften und belegte jeweils den achten Platz.
Seine erste Medaille bei einer bedeutenden Meisterschaft im Erwachsenenbereich gewann er im Jahr darauf mit Bronze bei den Vier-Kontinente-Meisterschaften 2009. Wenig später erreichte er bei den Weltmeisterschaften in Los Angeles den sechsten Platz. Seine ersten Olympischen Spiele beendete Kozuka 2010 in Vancouver als Achter. Bei den Weltmeisterschaften im olympischen Jahr belegte er Platz zehn.
In das Jahr 2011 ging Kozuka erstmals als japanischer Meister. Bei den Weltmeisterschaften 2011 in Moskau gewann er beim Sieg des Kanadiers Patrick Chan mit Silber seine erste WM-Medaille. Ausschlaggebend für diesen Erfolg war nach dem sechsten Rang im Kurzprogramm seine Kür zu Liszts 1. Klavierkonzert, die eine Verbesserung seiner bisherigen Bestleistung in diesem Segment um mehr als zehn Punkte darstellte und die zweitbeste Kür des Feldes war.
Kozukas Trainer waren Nobuo Satō und Kumiko Satō.

## Ergebnisse

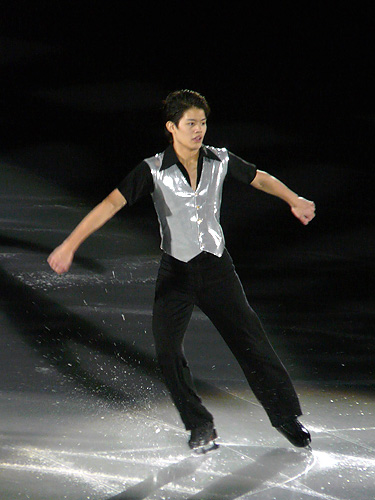
Kozuka beim Cup of Russia 2007

| Meisterschaft / Jahr            | 2005  | 2006  | 2007  | 2008  | 2009  | 2010  | 2011  | 2012  | 2013  | 2014  | 2015  | 2016  |
| ------------------------------- | ----- | ----- | ----- | ----- | ----- | ----- | ----- | ----- | ----- | ----- | ----- | ----- |
| Olympische Winterspiele         |       |       |       |       |       | 8.    |       |       |       |       |       |       |
| Weltmeisterschaften             |       |       |       | 8.    | 6.    | 10.   | 2.    | 11.   |       | 6.    | 12.   |       |
| Vier-Kontinente-Meisterschaften |       |       |       | 8.    | 3.    |       | 4.    |       |       | 2.    |       |       |
| World Team Trophy               |       |       |       |       | 3.    |       |       | 1.    |       |       |       |       |
| Juniorenweltmeisterschaften     |       | 1.    |       |       |       |       |       |       |       |       |       |       |
| Japanische Meisterschaften      | 4.    | 4.    | 6.    | 2.    | 2.    | 3.    | 1.    | 2.    | 5.    | 3.    | 3.    | 5.    |
| -                               |       |       |       |       |       |       |       |       |       |       |       |       |
| Grand-Prix-Wettbewerb / Saison  | 04/05 | 05/06 | 06/07 | 07/08 | 08/09 | 09/10 | 10/11 | 11/12 | 12/13 | 13/14 | 14/15 | 15/16 |
| Grand-Prix-Finale               |       |       |       |       | 2.    |       | 3.    |       | 5.    |       |       |       |
| Skate America                   |       |       |       | 8.    | 1.    |       |       | 3.    | 1.    | 6.    |       |       |
| Cup of Russia                   |       |       |       | 5.    |       | 2.    |       |       | 2.    |       | 6.    | 9.    |
| Trophée Eric Bompard            |       |       | 6.    |       | 2.    |       | 1.    |       |       |       |       |       |
| NHK Trophy                      |       |       | 3.    |       |       | 7.    |       | 2.    |       |       |       |       |
| Cup of China                    |       |       |       |       |       |       | 1.    |       |       | 3.    |       | Z     |

Z = Zurückgezogen